# Columbus (Nebraska)
Columbus è una città degli Stati Uniti d'America, nella contea di Platte nello Stato del Nebraska.